# Keldysch-Goldmedaille
Die Keldysch-Goldmedaille (russisch Золотая медаль имени М.В. Келдыша)  wurde nach dem sowjetischen Mathematiker Mstislaw Wsewolodowitsch Keldysch benannt. Von 1980 bis 1990 wurde sie von der Akademie der Wissenschaften der UdSSR verliehen. In der Nachfolge wird sie seit 1993 von der Russischen Akademie der Wissenschaften für herausragende Leistungen auf dem Gebiet der angewandten Mathematik und Mechanik vergeben. Die Verleihung erfolgt unregelmäßig.

## Preisträger
- 1980 Guri Iwanowitsch Martschuk
- 1984 Jewgeni Iwanowitsch Sababachin
- 1987 Wladimir Alexandrowitsch Kotelnikow
- 1990 Andrei Nikolajewitsch Tichonow
- 1993 Andrei Alexandrowitsch Gontschar
- 1996 Pelageja Jakowlewna Polubarinowa-Kotschina
- 2001 Dmitri Jewgenjewitsch Ochozimski
- 2006 Wiktor Antonowitsch Sadownitschi
- 2010 Timur Magometowitsch Enejew
- 2016 Michail Jakowlewitsch Marow
- 2021 Boris Nikolajewitsch Tschetweruschkin